# Maria W. Stewart
Maria W. Stewart (Hartford, Connecticut, 1803 - 6 de febrer de 1880) fou una mestra, oradora, periodista i la primera escriptora política afroamericana. Va publicar la seva obra Productions of Mrs. Maria W. Stewart en 1835, en la qual animava a les dones negres del Nord a tenir un paper més obert en l'agitació dels drets civils i en la construcció de comunitats negres.